# Порумбаку-де-Сус
Порумбаку-де-Сус (рум. Porumbacu de Sus) — село у повіті Сібіу в Румунії. Входить до складу комуни Порумбаку-де-Жос.
Село розташоване на відстані 190 км на північний захід від Бухареста, 26 км на схід від Сібіу, 135 км на південний схід від Клуж-Напоки, 88 км на захід від Брашова.

## Населення
За даними перепису населення 2002 року у селі проживали 859 осіб.
Національний склад населення села:
| Національність | Кількість осіб | Відсоток |
| -------------- | -------------- | -------- |
| румуни         | 838            | 97,6%    |
| угорці         | 11             | 1,3%     |
| цигани         | 8              | 0,9%     |

Рідною мовою назвали:
| Мова      | Кількість осіб | Відсоток |
| --------- | -------------- | -------- |
| румунська | 841            | 97,9%    |
| угорська  | 9              | 1,0%     |
| циганська | 8              | 0,9%     |